# FTVニュース
『FTVニュース』（エフティーブイニュース）は、福島テレビのローカルニュース番組。
2015年3月30日以降は、『FTVニュース』のタイトルでは放送されていない。

## 概要
1963年4月の開局当初は、資本の関係から『福島民報ニュース』・『民友ニュース』・『FTVニュース』の3つのタイトルでローカルニュースを夕方と夜に2回放送していた。このうち『福島民報ニュース』は月曜・水曜・金曜、『民友ニュース』は火曜・木曜・土曜を担当していた。1971年に福島民友新聞が所有していたFTVの株を福島中央テレビ（FCT）へ交換し福島民友新聞が撤退、1971年8月にタイトルを『FTVニュース』に統一した。
1977年4月からは23:00 - 23:15の時間帯でも放送された。本来『JNNニュースデスク』をJNN系列協定の関係でネット受けしなければならなかったが、23:00の分であるに関してはフジテレビ（FNS）とのクロスネット編成の関係でネット受けせずに自主制作ニュースを放送した。1983年3月31日のJNN脱退と同時に終了し、1983年4月1日からは『FNNニュースレポート23:00』（土日は『FNNニュースレポート23:30』）のネット受けに切り替わった。なお、クロスネット当時はスポーツニュースもJNN協定の関係で本来であれば『JNNスポーツデスク』をネットしなければならなかったが、左記の関係でこれもネットせず、『スポーツ・ワイドショー・プロ野球ニュース』を開始当初から生放送していた。
かつて、昼の『産経テレニュースFNN』のタイトル差し替えの際には、『FNN FTVニュース』のタイトルで放送していた。
2018年3月を以って、フジテレビの『THE NEWSα Pick』が終了し、FTVもそれに合わせて終了。これにより、開局以来続いたFTVの夜のスポットニュースが終了。2018年4月より当番組の時間は月曜と日曜はフジテレビの20時台の番組をフルネットし、それ以外の曜日はフジテレビの20時台の番組を20:54で飛び降りし日替わりのミニ番組および天気予報を放送している。
かつてスポンサーが付いている場合には、提供クレジット表示時に「（スポンサー名）の提供で（または『＜スポンサー名＞が』）お伝えします（しました）」とアナウンスしていたが、2018年3月の夜のスポットニュース終了後は日曜昼のニュース（『FNNプライムニュース デイズ』）のみの使用のみとなり、2019年4月の社屋移転に伴う主調整室（マスター室）の更新を機に全廃した。

### 一社提供枠
2000年まではヤンマーディーゼル（現在のヤンマー）が20:54枠のスポンサーに付いていた。タイトルの映像には「ヤン坊」「マー坊」（他局（県内では福島放送）で放送されていた『ヤン坊マー坊天気予報』のキャラクター）のアニメーションを使用していた。ヤンマーディーゼルは、1963年の開局当初は火曜・木曜の20:56の『JNNフラッシュニュース』のローカルスポンサーだった。
ヤンマーと隔日交代（月曜日 - 土曜日）で、地元百貨店のうすい百貨店（郡山市）や地酒メーカーの栄川酒造・花春酒造（いずれも会津若松市）などもスポンサーとなっており、うすい百貨店の提供分はタイトル映像に「うすいの歌」を使用したアニメCMを一部編集して流用していた。

## 担当アナウンサー
- シフト勤務

## 放送時間

### 現在
- 月曜 - 金曜昼11:40 - 11:45、土曜昼11:56、日曜昼11:56（『FNN Live News days』内）
- 月曜 - 金曜夕方（『テレポートプラス』内）、土曜17:46（『テレポートプラス』内）、日曜17:46『Live News イット!』（土曜の『テレポートプラス』休止時も含む）
- 年末年始の昼と午後・夕方の『FNNニュース』内でも県内ニュースを放送。

### 過去

#### 夜帯
- 金曜日 21:49 - 21:55、月曜 - 木曜・土曜 20:54 - 21:00、日曜は『ニチファミ!』に中断ニュースとして内包
  - 2015年3月30日 - 2017年3月31日：『FTVこんやのニュース』
  - 2017年4月1日 - 2017年10月1日：『FTVユアタイム クイック』
  - 2017年10月2日 - 2018年3月までは『FTV THE NEWSα Pick』
  - 2017年3月から2018年3月までは、月曜 - 木曜は県内ニュースを放送し、土日および2018年1月から2018年3月までの金曜日はフジテレビ発の全国ニュースをネットし、ニュース本編終了後に県内の天気予報を放送していた。
- 以前は平日朝帯、21:54、14:05→14:58→14:55でも当番組を放送していた。